# Cratomerus intermedius
Cratomerus intermedius là một loài côn trùng trong họ Buprestidae. Loài này được Obenberger miêu tả khoa học đầu tiên năm 1913.
Đây là loài gây hại phát triển phổ biến ở Uzbekistan.